# Cressy-Omencourt
Cressy-Omencourt é uma comuna francesa na região administrativa de Altos da França, no departamento de Somme. Estende-se por uma área de 7,67 km². Em 2010 a comuna tinha 124 habitantes (densidade: 16,2 hab./km²).